# コルゲート大学
コルゲート大学（英語: Colgate University）は、ニューヨーク州ハミルトン村に本部を置くアメリカ合衆国の私立大学。1819年創立、1819年大学設置。
シラキュース都市圏に位置し、約2,800人の学生が在籍しているリベラル・アーツ大学である。2008年の「U.S. News and World Report」誌の大学ランキングでは、リベラル・アーツ大学部門で第18位、フォーブス誌による全米の大学ランキングでは第44位に入った。2000年出版の大学ガイドブック『ヒドゥン・アイビー（隠れたアイビー・リーグ）』で選定された30校のうちの1校に挙げられている。

## 歴史
コルゲート大学の設立には面白い言い伝えがある：
「1817年に、13人の男たち（6人の聖職者と7人の平信徒）がハミルトンに集まり学校（「ニューヨーク州バプテスト教育会」）を設立した。当時ハミルトンは開拓者村で、設立者全員の所持金は合わせて13ドルしかなかった」。そのため、コルゲート大学の教員や学生にとっては「13」がもっとも大切な数になっている。
1823年、ニューヨーク市バプテスト神学校と統合し、「ハミルトン文学神学研究所」となる。
1846年、「マディソン大学」と改称。
1890年、「マディソン大学」から「コルゲート大学」に改称。

## 教育
コルゲート大学には現在51の学科がある。人気上位の3学科は生物学、経済学、政治学で、ほかに日本語や中国語などを含む様々な外国語の学科がある。通常の授業のほか、毎年オフ・キャンパス・スタディー・グループと呼ばれる学外プログラムが提供されており、オーストラリア、中国、日本、インド、西欧諸国など様々な国で学ぶことができる。コルゲートは実質的に学部課程のみのリベラル・アーツ大学であり、大学院は毎年3-7人の学生が教育学の修士課程を修了する程度である。

## スポーツ・リーグ
大学のスポーツチームは強く、特にアメリカンフットボールが人気。NCAAのパトリオットリーグに所属。

## 著名な出身者
- Evan You　Vue.jsの開発者